# 180-mm Kanone S-23
Die S-23 ist eine Feldkanone mit Kaliber 180 mm aus sowjetischer Produktion.

## Entwicklung
Der Ursprung der S-23-Kanone liegt im Projekt „Triplex“ (russisch триплекса), aus dem Jahr 1944. Ziel dieses Projektes war die Entwicklung von vier Geschützen und Mörsern im Kaliber 180, 203, 210 sowie 280 mm mit der gleichen Lafette. Im Rahmen dieses Projekts entstanden bis 1955 sieben S-23-Kanone, die von der Sowjetarmee eingeführt wurden. Da in dieser Zeit das Interesse der Sowjetarmee eher bei der Raketenartillerie lag, wurden bis auf weiteres keine S-23-Kanonen beschafft. Im Jahr 1967 wurde als Reaktion auf die zunehmende Verbreitung von weitreichenden Geschützen wie M107 und M110 mit der Serienproduktion der S-23 begonnen. Ebenso erfolgten ab dieser Zeit die ersten Exporte an arabische Staaten. Die S-23-Kanone wurde aber nie in großen Stückzahlen gebaut. In der Sowjetarmee wurde die S-23 ab Ende der 1970er-Jahre durch die Haubitzen 2A36 und 2S7 ersetzt.
Westliche Nachrichtendienste glaubten lange Zeit, bei der S-23 handele sich um eine weitreichende 203-mm-Kanone. Als die Israelis jedoch im Jom-Kippur-Krieg einige Exemplare erbeuteten, wurde festgestellt, dass es sich um ein Geschütz des Kalibers 180 mm handelte. Da 180 mm ein Standardkaliber der sowjetischen Marine ist, wurde angenommen, dass es sich um ein modifiziertes Marinegeschütz handelte.

## Technik

### Geschütz
Die S-23 ist eine äußerst schwere und große Waffe. Beim Transport wiegt das Geschütz 21.200 kg und in schussbereiter Stellung beträgt das Gewicht 21.450 kg. Die Länge der S-23 variiert zwischen 10,49 m in gezogener und 14,00 m in schussbereiter Stellung. Die Höhe (durch das Geschützrohr bedingt) beträgt 2,69 m in der gezogenen Stellung, die Bodenfreiheit beträgt 400 mm und die Breite auf der Fahrbahn beträgt 3,025 m.
Das 7.225 kg schwere Geschützrohr ist auf einer einachsigen, doppelbereiften Lafette mit zwei Spreizholmen untergebracht. Bei der Rohrwiege sind am Geschützrohr zwei Rohrbremsen und Rückholeinrichtungen montiert. Daneben befindet sich die Visiereinrichtung. Zum Einsatz kommen Visiereinrichtungen vom Typ S-85, PG-1M und zum direkten Schießen das MWSchP-Visier. Während die ersten sieben Geschütze mit einem horizontalen Keilverschluss ausgerüstet waren, verfügen die späteren Serienausführungen über einen horizontalen Schraubenverschluss. Da die S-23 aufgrund ihrer großen Schussweite gewöhnlich keinem feindlichen Gegenfeuer ausgesetzt ist, wurde auf einen Schutzschild verzichtet. Beim Transport sind die Holme nach hinten geklappt und auf einer einachsigen Protze aufgelegt. In Fahrstellung ist das Geschützrohr weit über die Holme zurückgezogen. Zum Transport dienen schwere Kettenfahrzeuge, wie der AT-T, ATS-59 und der MT-LB. Die maximal zulässige Zuggeschwindigkeit auf der Straße beträgt 35 km/h. Im Gelände kann mit maximal 12 km/h gefahren werden.
Um das Geschütz feuer- oder fahrbereit zu machen, benötigt die 14-köpfige Bedienmannschaft mindestens 30 Minuten. Beim Schießen sind die Haupträder angehoben und die S-23 stützt sich vorn auf eine von der Unterlafette abgesenkte Schießplattform. Am Ende der Holme werden zwei massive Erdsporne angebracht, welche die Rückstoßkraft in das Erdreich ableiten. Zusätzlich wird der Rückstoß durch eine Vielloch-Mündungsbremse gemindert. Bei einer Rohrelevation von 0 bis 30° beträgt der Rohrrücklauf 1.350 mm und bei einer Rohrelevation von 30 bis 55° 700 mm.
Der komplett manuelle Ladevorgang mit den bis zu über 97 kg schweren Granaten ergibt eine maximale Schussfolge von einem Schuss alle zwei Minuten. Kurzzeitig soll auch eine Feuerfolge von einem Schuss pro Minute möglich sein.

### Munition
Die S-23 verwendet getrennte Munition mit variablen Treibladungsbeuteln; das heißt, das Geschoss und die Treibladung werden nacheinander geladen.
| Bezeichnung           | Funktion/Typ                             | Gewicht Granate | Gewicht Sprengstoff | Mündungsgeschwindigkeit | Schussdistanz |
| --------------------- | ---------------------------------------- | --------------- | ------------------- | ----------------------- | ------------- |
| 53-ВФ-572 (53-VF-572) | Sprenggranate                            | 88,0 kg         | 10,7 kg             | 865 m/s                 | 30,4 km       |
| 53-ВГ-572 (53-VG-572) | Bunkerbrechende Granate                  | 97,5 kg         | 7,4 kg              | 805 m/s                 | 27,4 km       |
| 3ВОФ28 (3VOF28)       | Sprenggranate mit Raketenantrieb         | 84,0 kg         | 5,6 kg              | 840 m/s                 | 43,7 km       |
| unbek.                | Nukleargranate mit 0,2 kT TNT-Äquivalent | unbek.          | unbek.              | unbek.                  | unbek.        |

Daten aus

## Gefechtsgliederung
In der Sowjetarmee bestand eine S-23-Abteilung aus zwei Batterien mit jeweils sechs Geschützen sowie Unterstützungs- und Versorgungsfahrzeugen. Die S-23 kam innerhalb der Sowjetarmee wegen ihrer Fähigkeit zum Einsatz von Nukleragranaten bei der schweren Artillerie auf Stufe Division und Korps zum Einsatz. Daneben fand sie auch bei der Küstenverteidigung Verwendung.

## Kriegseinsätze
Die S-23-Kanone kam während des Jom-Kippur-Kriegs, des Libanesischen Bürgerkriegs sowie im Ersten Golfkrieg zum Einsatz. Daneben wird sie im Bürgerkrieg in Syrien verwendet.

## Nutzerstaaten
- Ägypten – 50[10]
- Indien – 40 (aus sowjetischen Beständen)[10]
- Irak[6]
- Somalia[6]
- Sowjetunion
- Syrien – 25–36 (aus sowjetischen Beständen)[4][10]